# ألفرد ماير
ألفرد ماير (بالألمانية: Alfred Meyer) (1891 – 1945م) هو سياسي، من ألمانيا، ولد في غوتينغن وكان عضوًا في الحزب النازي وعضوًا في كتيبة العاصفة، توفي في هسيش الدندورف عن عمر يناهز 54 عاماً.

## مناصب
تولى منصب عضو مجلس النواب الألماني للجمهورية فايمار، وعضو مجلس النواب الألماني من ألمانيا النازية، وعضو مجلس الشورى الموحد بروسيا.

## التعليم
تعلم في جامعة بون.

## روابط خارجية
- ألفرد ماير على موقع مونزينجر (الألمانية)